# Bieliny (Przysucha)
Pour les articles homonymes, voir Bieliny.
Bieliny (prononciation : [bjɛˈlinɨ]) est un village polonais de la gmina de Gielniów dans le powiat de Przysucha de la voïvodie de Mazovie dans le centre-est de la Pologne.
Il se situe à environ 10 kilomètres au nord-ouest de Przysucha (siège du powiat) et à 95 kilomètres au sud de Varsovie (capitale de la Pologne).

## Histoire
De 1975 à 1998, le village appartenait administrativement à la voïvodie de Radom.